# Севільєха-де-ла-Хара
Севільєха-де-ла-Хара (ісп. Sevilleja de la Jara) — муніципалітет в Іспанії, у складі автономної спільноти Кастилія-Ла-Манча, у провінції Толедо. Населення — 879 осіб (2010).
Муніципалітет розташований на відстані близько 140 км на південний захід від Мадрида, 85 км на захід від Толедо.
На території муніципалітету розташовані такі населені пункти: (дані про населення за 2010 рік)
- Буенасбодас: 330 осіб
- Гаргантілья: 113 осіб
- Мінас-де-Санта-Кітерія: 119 осіб
- Пуерто-Рей: 32 особи
- Севільєха-де-ла-Хара: 285 осіб

## Демографія
Динаміка населення (INE ):